# Michael Yates (economista)
Michael D. Yates (Estados Unidos; 1946) es economista y educador laboral, y director editorial de la editorial socialista Monthly Review Press.
Defiende una visión socialista de la economía.

## Vida y educación temprana
Yates nació en un pequeño pueblo minero de carbón situado a unos 65 kilómetros al norte de Pittsburgh (Pensilvania). Su abuela trabajaba en un barco barcaza como cocinera y sirvienta para familias de Manhattan, Newport y otros enclaves ricos. Su familia inmediata tenía una larga historia de trabajos peligrosos e insalubres en las minas de carbón. A los 14 años, su madre aceptó un trabajo descargando dinamita a la entrada de las minas de carbón. Su madre, su tío y su abuela sufrían de asma severa por el polvo generado en las minas. Su padre sufrió un enfisema por inhalar polvo de amianto y sílice en el trabajo.
La vida de la familia Yates era difícil, como la de la mayoría de los trabajadores. El padre de Yates trabajaba en una gran fábrica de vidrio a varios kilómetros de distancia. La primera casa de los Yates no tenía agua corriente caliente ni retrete interior, y era propiedad de la empresa minera. Cuando Michael tenía un año, sus padres trasladaron a la familia a una vieja casa en la granja de un amigo de la familia. Ahora había agua caliente, pero seguía sin haber fontanería interior. 

Unos años más tarde, la familia se mudó de nuevo, a una casa recién construida más cerca de la fábrica de vidrio. Casi todos los parientes, vecinos y amigos que Yates conocía, desde el pueblo minero hasta la ciudad fabril, pertenecían a la clase obrera. Así lo describe en su libro "¿Puede la clase obrera cambiar el mundo?".
Según cualquier definición imaginable de la clase trabajadora, yo nací en ella. Casi todos los miembros de mi familia -padres, abuelos, tíos, tías y primos- eran trabajadores asalariados. Extraían carbón, transportaban acero, hacían chapas de vidrio, trabajaban en obras de construcción y como secretarios de oficina, servían a los ricos como empleados domésticos, eran dependientes en las tiendas de las empresas, limpiaban oficinas y casas, hacían la colada, cocinaban en remolcadores, incluso descargaban camiones cargados de dinamita. Me incorporé al mundo laboral a los doce años y he estado en él desde entonces, repartiendo periódicos, trabajando como vigilante nocturno en un parque estatal, realizando trabajos administrativos en una fábrica, corrigiendo trabajos para un profesor, vendiendo seguros de vida, enseñando en colegios y universidades, arbitrando conflictos laborales, asesorando a abogados, trabajando en un hotel, editando una revista y libros. He encabezado campañas de organización sindical y he ayudado en otras. Durante más de treinta años, he enseñado a trabajadores en varios programas de estudios laborales, a personas de todas las ocupaciones imaginables, desde fontaneros, albañiles, empleados de correos, trabajadores químicos, trabajadores de la confección y ascensoristas hasta bibliotecarios, enfermeros, pilotos de avión, bomberos y profesores. Una vez trabajé para el Sindicato de Trabajadores Agrícolas Unidos, reuniéndome con campesinos y campesinas y ayudándoles en disputas legales y negociaciones colectivas.  
Yates cursó estudios de posgrado en la Universidad de Pittsburgh (UP) de 1967 a 1973.

## Enseñanza y carrera posterior
En el verano de 1968, Yates recibió su notificación de incorporación. Animado por un asesor académico, solicitó un puesto de profesor en el campus satélite de la UP en Johnstown, Pensilvania. Fue nombrado profesor asistente en 1969. Trabajó a tiempo parcial en su licenciatura mientras enseñaba. La enseñanza profundizó en su radicalismo, y abandonó de una vez por todas la economía neoclásica que le habían enseñado. También participó en actividades de organización sindical, primero con los trabajadores de mantenimiento y custodia del campus y luego con los profesores. 
Yates se doctoró en economía por la UP en 1976. La UP le concedió la titularidad poco después de terminar su doctorado. Durante un permiso sabático en 1977, trabajó como director de investigación para el Sindicato de Trabajadores Agrícolas Unidos en la sede del sindicato en Keene, California. Se marchó durante una purga del personal del sindicato llevada a cabo por su presidente, César Chávez.
Aunque Yates siguió enseñando en la UP-Johnstown, en 1980 comenzó a enseñar también a trabajadores y activistas laborales. Viajó por todo el estado de Pensilvania y hasta Virginia Occidental y Ohio, educando a los trabajadores sobre los sindicatos, su derecho a formar un sindicato y la economía. Enseñó durante muchos años en el Centro Laboral de la Universidad de Massachusetts-Amherst, donde sus estudiantes eran funcionarios y miembros de sindicatos. 
Yates inició una larga relación con Monthly Review a mediados de la década de 1970. A lo largo de los años ha publicado numerosos artículos en la publicación. La relación entre Yates y la redacción de MR se estrechó. Finalmente, Monthly Review Press aceptó publicar el primer libro de Yates, Longer Hours, Fewer Jobs: Employment and Unemployment in the United States. Le siguieron tres libros más y un volumen coeditado. También comenzó a realizar algunos trabajos de edición para la revista. 
A mediados de la década de 1980, Yates se divorció de su primera esposa y varios años después se casó por segunda vez. Tiene cuatro hijos. 
En 2001, Yates se retiró de su puesto en UP-Johnstown. Él y su esposa comenzaron a vivir una existencia itinerante, pasando cantidades significativas de tiempo en el Parque Nacional de Yellowstone, Manhattan, Miami Beach y Portland, Oregón. Estos viajes fueron documentados en el libro Cheap Motels and a Hotplate. A partir de 2019, él y su esposa han estado en la carretera durante dieciocho años. 
Tras su jubilación, Yates se convirtió en 2001 en editor asociado de Monthly Review. En 2006, se convirtió en director editorial de Monthly Review Press. Como director, ha editado más de cincuenta títulos. En 2018, se retiró como editor asociado de Monthly Review. 

El último libro de Yates, ¿Puede la clase obrera cambiar el mundo? representa una síntesis de sus más de cincuenta años de enseñanza, estudio y activismo. En él, presenta en un lenguaje claro no sólo un análisis del capitalismo, sino también un examen de los logros y defectos de los sindicatos, los partidos políticos socialdemócratas y el socialismo de la Unión Soviética, China, Vietnam y Cuba. También plantea la importancia de la raza, el patriarcado y la catástrofe ecológica, y cómo cada uno se cruza con la clase. A diferencia de la mayoría de los libros de este género, éste adopta una perspectiva global, con especial atención al Sur Global. Y no se priva de abogar enérgicamente por cambios radicales, democráticos e igualitarios en los principios, la educación, la agricultura, los sindicatos y los partidos políticos, ofreciendo ejemplos concretos en cada caso. En una reseña para Marx&Philosophy, Lucia Morgans dice esto sobre el libro:   
"No es poca cosa argumentar a favor del poder transformador de una clase cuyos miembros actúan a menudo en contra de sus propios intereses objetivos y se encuentran con divisiones aparentemente insuperables. Sin embargo, en seis capítulos cuidadosamente elaborados, Yates se las arregla para conseguirlo. En un formato y un estilo accesibles para aquellos en los que deposita su fe, explica quién es la clase obrera contemporánea, por qué es capaz de cambiar el mundo, sus victorias hasta ahora y los retos que tiene por delante y, lo que es más importante, ofrece sugerencias prácticas para su lucha contra la explotación y la expropiación."   

## Obras publicadas

### Obras en solitario, en coautoría y editadas
- Lucha ascendente: A Bicentennial Tribute to Labor in Cambria and Somerset Counties (con Bruce Williams). Harrisburg, PA: Bicentennial Pennsylvania, 1976. ASIN: B0045VKCIU
- A Labor Law Handbook. 1st ed. Cambridge, Mass.: South End Press, 1987. ISBN 0-89608-261-X
- Longer Hours, Fewer Jobs: Employment and Unemployment in the United States. New York: Monthly Review Press, 1994. ISBN 99961-64-03-9
- Power on the Job: The Legal Rights of Working People. Cambridge, Mass.: South End Press, 1994. ISBN 0-89608-498-1
- Why Unions Matter. New York: Monthly Review Press, 1998. ISBN 0-85345-929-0
- Naming the System: Inequality and Work in the Global Economy. New York: Monthly Review Press, 2003. ISBN 1-58367-079-3
- Cheap Motels and a Hot Plate: An Economist's Travelogue. New York: Monthly Review Press, 2007. ISBN 1-58367-143-9
- More Unequal: Aspects of Class in the United States. New York: Monthly Review Press, 2007. ISBN 1-58367-159-5
- In and Out of the Working Class. Winnipeg: Arbeiter Ring Publishing, 2009. ISBN 1-894037-35-9
- Why Unions Matter, 2nd edition. New York: Monthly Review Press, 2009. ISBN 978-1583671900
- The ABCs of the Economic Crisis: What Working People Need to Know (with Fred Magdoff). New York: Monthly Review Press, 2009. ISBN 978-1583671955
- Wisconsin Uprising: Labor Fights Back. New York: Monthly Review Press, 2012. ISBN 978-1583672808
- A Freedom Budget for All Americans: Recapturing the Promise of the Civil Rights Movement in the Struggle for Economic Justice Today (with Paul Le Blanc). New York: Monthly Review Press, 2013. ISBN 978-1583673607
- The Great Inequality. London: Routledge, 2016.ISBN 978-1138183452
- Can the Working Class Change the World. New York: Monthly Review Press, 2018. ISBN 978-1583677100

### Obras coeditadas
- Meiksins Wood, Ellen; Meiksins, Peter; and Yates, Michael D., eds. Rising from the Ashes?: Labor in the Age of "Global" Capitalism. New York: Monthly Review Press, 1998. ISBN 0-85345-939-8